# علف نی
علف نی، سیاه‌سنبل یا سیاه‌گندمی (نام علمی: Calamagrostis)، مترادف (نام علمی: Deyeuxia) نام یک سرده از تیره گندمیان است.